# Klimapass
Ein Klimapass ist ein vorgeschlagener Ausweis für Menschen, die aufgrund des Klimawandels als Klimaflüchtlinge ihre Heimat verlieren. Der Pass soll staatsbürgerliche Rechte in sicheren Staaten ermöglichen.

## Hintergrund
Etwa 11 % der Menschen der Erde leben in Küstengebieten, die sich weniger als zehn Meter über den Meeresspiegel erheben (Stand: 2010). Viele dieser Gebiete könnten durch den Klimawandel zunehmend von Überschwemmungen betroffen sein beispielsweise in Bangladesch oder viele Inselstaaten des Pazifiks (→ Meeresspiegelanstieg seit 1850).
Nach einer Schätzung aus dem Jahr 2019 wird für das Jahr 2100 erwartet, dass etwa 360 Millionen Menschen in Gebieten leben werden, die mindestens einmal jährlich von einer Überschwemmung bedroht sein werden, auch bei einem Anstieg der Treibhausgaskonzentrationen im Einklang mit dem Zwei-Grad-Ziel (RCP4.5) und bei einem als stabil angenommenen antarktischen Eisschild.
Hinzu kommen Prognosen für Gebiete, etwa in Teilen Afrikas, die aufgrund von Wüstenbildung nicht mehr als dauerhafte Wohnareale dienen könnten. Einige Quellen erwarten Wanderungsbewegungen in der zweiten Hälfte des 21. Jahrhunderts. Nach einer Projektion der Weltbank könnten, wenn keine Klimaschutz- und Entwicklungsmaßnahmen ergriffen werden, bereits bis 2050 voraussichtlich 143 Millionen Menschen aus Afrika südlich der Sahara, Südasien und Lateinamerika durch Klimafolgen innerhalb ihrer Landesgrenzen vertrieben werden.

## Historisches Vorbild
Der Klimapass orientiert sich am Nansen-Pass, der 1922 nach dem Ersten Weltkrieg vom Hochkommissar des Völkerbundes für Flüchtlingsfragen, Fridtjof Nansen, für russische Flüchtlinge entworfen wurde. Nansen wurde dafür und für seine Hilfsaktion in den Hungergebieten der Sowjetunion noch im selben Jahr mit dem Friedensnobelpreis ausgezeichnet. Der Nansen-Pass wurde am 5. Juli 1922 eingeführt und zunächst von 31, später von 53 Staaten anerkannt.

## Politische Diskussion in Deutschland
Einen Klimapass brachte als Antwort auf diese zu erwarteten Flüchtlingswellen der Klimaforscher Hans Joachim Schellnhuber in einer Rede auf der Bundesdelegiertenkonferenz von Bündnis 90/Die Grünen in Berlin Ende November 2017 erstmals in die öffentliche Debatte ein. Jeder, der wegen des Klimawandels seine Heimat verlassen müsse, solle in eines der Länder einreisen und sich dort niederlassen dürfen, die den Klimawandel hauptsächlich verursachen.
Anfang August 2018 forderte auch die Grüne Jugend von der Europäischen Union ein verbindliches Recht auf Asyl für diejenigen Menschen, deren Heimat durch den Klimawandel unbewohnbar wird.
Der Wissenschaftliche Beirat der Bundesregierung für Globale Umweltveränderungen (WBGU) hat den Vorschlag eines Klimapasses in einem im August 2018 veröffentlichten Politikpapier ausgebaut.
Im Dezember 2019 wurde der Klimapass im Bundestag debattiert.